# Al Taib Mustafa
Pour les articles homonymes, voir Mustafa.
Al Taib Mustafa (en arabe : الطيب مصطفى ; né dans les années 1950 et mort le 16 mai 2021) est un journaliste, écrivain et homme politique soudanais. Il est l'oncle du président soudanais Omar el-Bechir.

## Journaux et télévision
Al Taib Mustafa est retourné au Soudan après la guerre du Golfe pour travailler comme conseiller média du défunt ministre des Finances Abdel Rahim Hamdi. Il a ensuite travaillé comme directeur général de l'agence de presse soudanaise, puis est passé de l'agence de presse soudanaise à la télévision. Son mandat a été témoin de la création de la chaîne internationale de Khartoum, de l'expansion de la radiodiffusion d'État et du début du partenariat programmatique avec Sheikh Saleh Al-Kamel, qui s'est développé à distance pour devenir la chaîne satellite Blue Nile. Il devient ensuite ministre d'État aux Communications ; il est le premier ministre d'État dédié aux télécommunications, et accompagne la renaissance de la "Société Sudatel". Il supervise l'initiation du deuxième opérateur, qui deviendra plus tard Zain. Pendant cette période, il est membre du conseil d'administration d'Arabsat.

## Politique
Il crée un parti politique en 2006, le Forum pour la paix juste, après sa scission avec le Parti du Congrès national, parti du président Al-Bashir, puis crée le journal « Al-Sihah » en 2014. Les journaux Al-Intibaha et Al-Sahha remportent tous deux un succès médiatique, bien que les deux journaux soient considérés comme des journaux d'opposition. Al Taib Mustafa reste un membre actif du mouvement islamique jusqu'à sa sortie forcée du Congrès national, où sa direction, à l'époque, lui a donné le choix entre quitter la chaire et adhérer à la position du parti sur la question de l'unité avec le Sud, ou se séparer d'un accord commun.

## Décès
Al Taib Mustafa est décédé de la Covid-19 à Khartoum lors de la pandémie de Covid-19 au Soudan le dimanche 16 mai 2021.